# Anneliese Schönnenbeck
Anneliese Schönnenbeck geborene Sponholz, (* 11. Juni 1919; † 18. Dezember 2020) war eine deutsche Filmeditorin.

## Leben
Anneliese Sponholz durchlief nach ihrer Ausbildung zu Beginn der 1940er Jahre einige Schnittassistenzen, ehe sie unter ihrem Mädchennamen bei Helmut Käutners Romanze in Moll erstmals eigenverantwortlich einen Film schneiden durfte. Noch während des Krieges (vermutlich 1943) heiratete sie den Filmeditor und Filmproduzenten Helmuth Schönnenbeck und nahm dessen Nachnamen an. Insgesamt war sie am Schnitt von mehr als 40 Film- und Fernsehprojekten beteiligt.

## Filmografie
- 1943: Romanze in Moll
- 1944: Große Freiheit Nr. 7
- 1946: Sag’ die Wahrheit
- 1947: Und finden dereinst wir uns wieder…
- 1948: Blockierte Signale
- 1949: Die Reise nach Marrakesch
- 1950: Liebe auf Eis
- 1950: Gute Nacht, Mary
- 1950: König für eine Nacht
- 1951: Mein Freund, der Dieb
- 1952: Gift im Zoo
- 1953: Skandal im Mädchenpensionat
- 1953: Salto Mortale
- 1953: Junges Herz voll Liebe
- 1953: Aus dem Felsenreich der Dolomiten (Kurzfilm)
- 1954: Ungarische Rhapsodie
- 1954: Bildnis einer Unbekannten
- 1955: Ludwig II.
- 1955: Himmel ohne Sterne
- 1956: Ein Mädchen aus Flandern
- 1956: Weil du arm bist, mußt du früher sterben
- 1956: II-A in Berlin
- 1956: Wenn wir alle Engel wären
- 1956: Hotel Allotria
- 1957: Zwei Bayern im Urwald
- 1957: Monpti
- 1957: Ein Stück vom Himmel
- 1958: Der schwarze Blitz
- 1958: Ein Lied geht um die Welt
- 1959: Heiße Ware
- 1959: Labyrinth
- 1959: Laß mich am Sonntag nicht allein
- 1960: Der Held meiner Träume
- 1960: Brücke des Schicksals
- 1960: Agatha, laß das Morden sein!
- 1961: Toller Hecht auf krummer Tour
- 1963: Sessel am Kamin (TV)
- 1964: Der Nussknacker (TV)
- 1964: Zweierlei Maß (TV)
- 1965: Raumpatrouille
- 1967: Walther Rathenau – Untersuchung eines Attentats (TV)
- 1969: Der Staudamm (Fernsehserie)
- 2003: Raumpatrouille Orion – Rücksturz ins Kino